# Landauïta
La landauïta és un mineral de la classe dels òxids, que pertany al grup de la crichtonita. Rep el nom de Lev Davídovitx Landau (1908-1968), un destacat físic soviètic que va fer contribucions fonamentals a moltes àrees de la física teòrica.

## Característiques
La landauïta és un òxid de fórmula química (Na,Pb)(Mn2+,Y)(Zn,Fe)₂(Ti,Fe3+,Nb)18(O,OH,F)38. Cristal·litza en el sistema trigonal. La seva duresa a l'escala de Mohs és 7,5.
Segons la classificació de Nickel-Strunz, la landauïta pertany a «04.CC: Òxids amb relació Metall:Oxigen = 2:3, 3:5, i similars, amb cations de mida mitjana i gran» juntament amb els següents minerals: cromobismita, freudenbergita, grossita, clormayenita, yafsoanita, latrappita, lueshita, natroniobita, perovskita, barioperovskita, lakargiïta, megawita, loparita-(Ce), macedonita, tausonita, isolueshita, crichtonita, davidita-(Ce), davidita-(La), davidita-(Y), lindsleyita, loveringita, mathiasita, senaïta, dessauïta-(Y), cleusonita, gramaccioliïta-(Y), diaoyudaoïta, hawthorneïta, hibonita, lindqvistita, magnetoplumbita, plumboferrita, yimengita, haggertyita, nežilovita, batiferrita, barioferrita, jeppeïta, zenzenita i mengxianminita.

## Formació i jaciments
Va ser descoberta al massís alcalí de Burpala, prop el riu Maigunda, a la República de Buriàtia (Districte Federal de l'Extrem Orient, Rússia). També ha estat descrita al desert del Gobi (Mongòlia), al Québec (Canadà), a l'estat de Baden-Württemberg (Alemanya) i a la municipalitat de Veles (Macedònia del Nord).